# 艾麗斯 (密蘇里州)
艾麗斯（英語：Alice）是位於美國密蘇里州德克薩斯縣的非建制地區。

## 歷史
艾麗斯的郵局於1886年設立，其後於1927年停運。當地於1925年時共有人口32人。

## 地理
艾麗斯所處的海拔為高於海平面458米（即1503英呎），而該地所採用的時區為UTC-6，即北美中部時區（CST）。同時該地設有夏令時間，為UTC-6調快一小時，即UTC-5（CDT）。